# Megumi Ogawa
Megumi Ogawa (jap. 小川 恵, Ogawa Megumi) ist eine ehemalige japanische Fußballspielerin.

## Karriere

### Verein
Sie begann ihre Karriere bei Iga FC Kunoichi.

### Nationalmannschaft
Ogawa absolvierte ihr erstes Länderspiel für die japanischen Nationalmannschaft am 17. Dezember 2000 gegen Vereinigte Staaten von Amerika.